# ۱۴۹۹ (میلادی)
۱۴۹۹ (میلادی) هزار و چهارصد و نود و نهمین سال تقویم میلادی است.

## درگذشتگان
‎